# ボストン・ポップス・オーケストラ

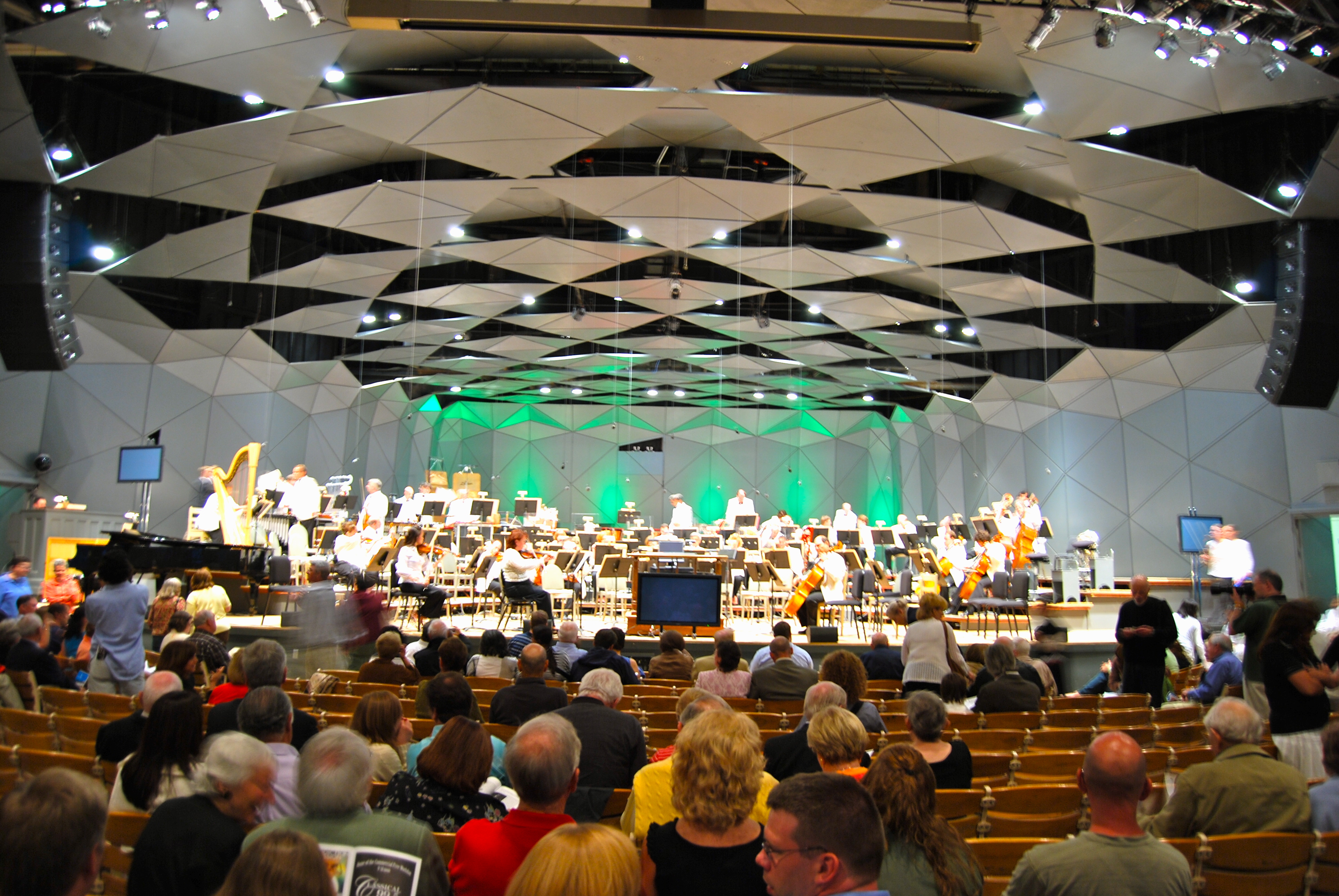
タングルウッド音楽祭で演奏準備をするボストン・ポップス・オーケストラ

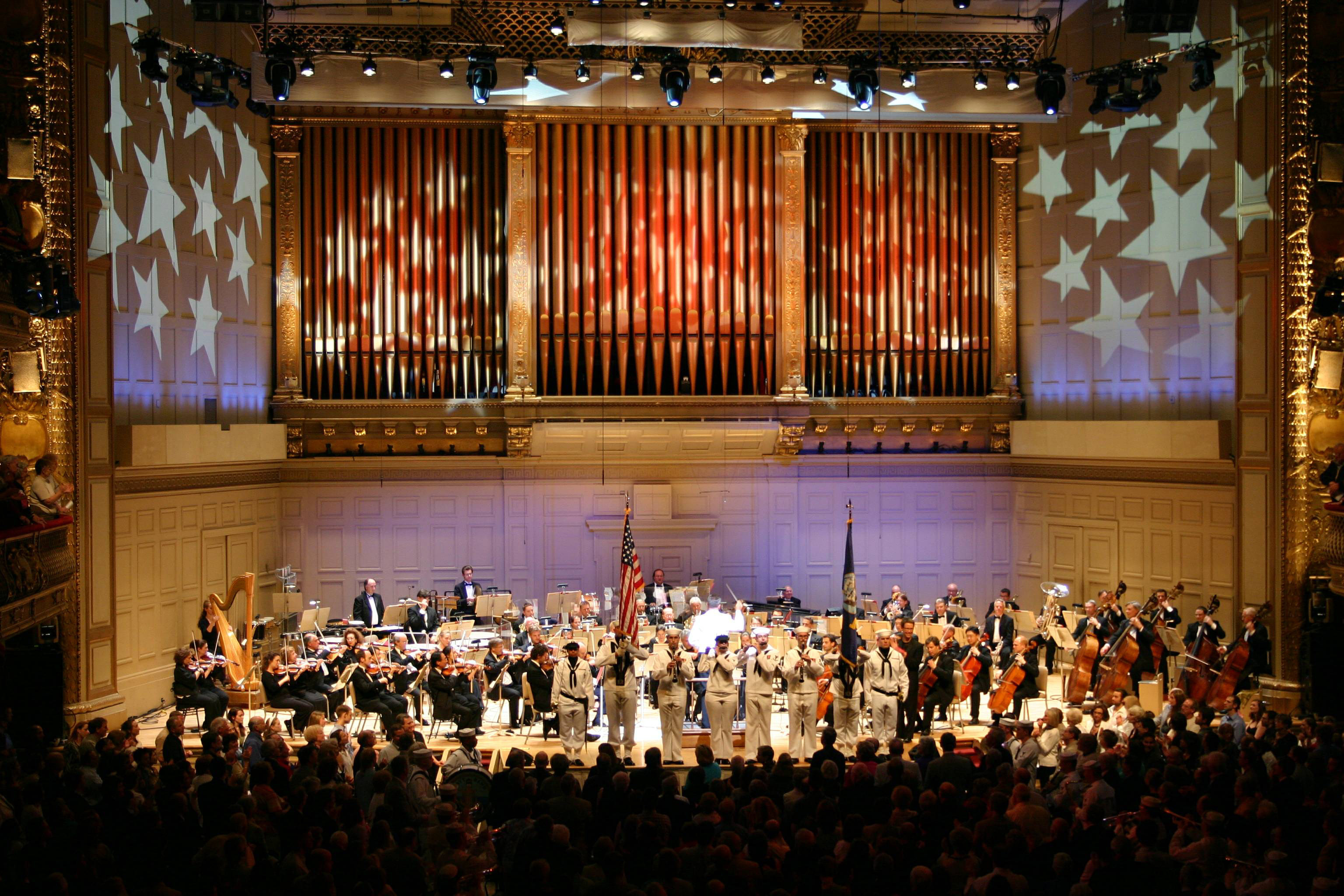
シンフォニー・ホールでの演奏会で米海軍軍楽隊とジョイントするボストン・ポップス・オーケストラ

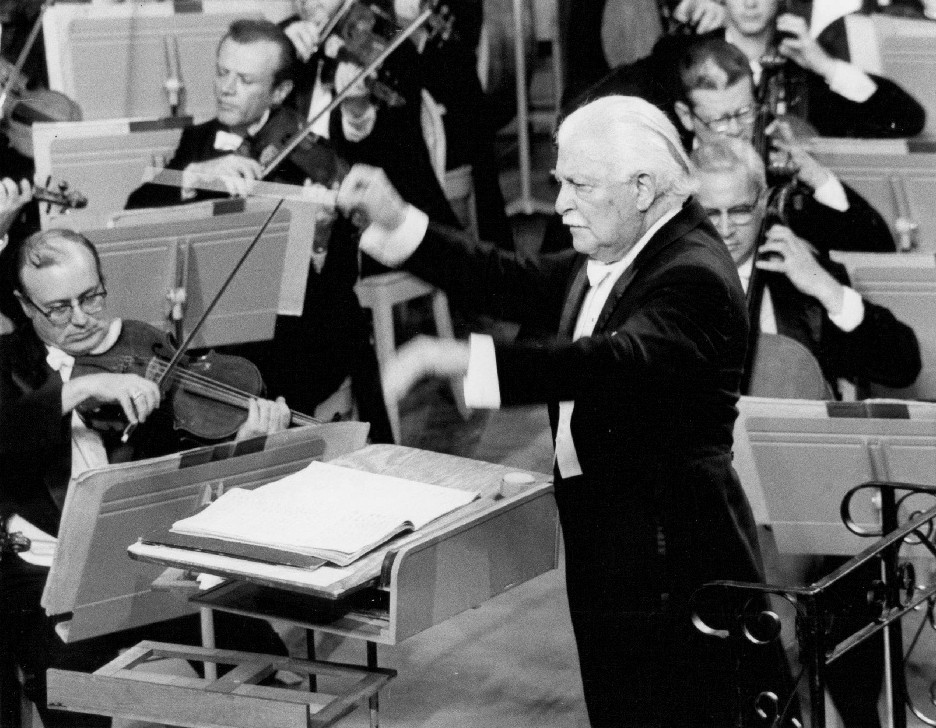
アーサー・フィードラー（1969年）

ボストン・ポップス・オーケストラ（Boston Pops Orchestra）は、アメリカの名門のオーケストラのひとつ。設立は1885年。

## 概要
ボストン・ポップス・オーケストラは、ボストン交響楽団が夏のオフシーズンの間、音楽普及を目的としたポピュラーコンサートや音楽会で演奏するために編成を変えたもので、基本的なメンバーはボストン交響楽団と同じである。基本編成は96名と大規模だが、その時々に応じて人気のある曲や往年のスタンダードナンバーを演奏し、ポップス・オーケストラとして確固たる地位を築いている。
なお、ボストン・ポップス・オーケストラとは別に、フリーミュージシャンをメンバーの主としたボストン・ポップス・エスプラネード・オーケストラ（Boston Pops Esplanade Orchestra）が存在し、海外ツアーはこちらのほうが受け持っている。過去に数回来日しているが、そのうちボストン・ポップス・オーケストラの来日は2回である（指揮者はジョン・ウィリアムズ）。
ニューイングランド音楽院の作曲家学生が作品を発表する場合に演奏を担当することがあり、1934（昭和9）年に、大澤壽人が卒業制作の演奏を自ら指揮している。これが日本人による最初の指揮であった。また戦後の昭和後期には山本直純が指揮台に上っている。
1930年から1979年、アーサー・フィードラーが常任指揮者を務めた。この50年の間、フィードラーの下でボストン・ポップス・オーケストラは精力的な活動を行い、瞬く間に知名度を上げていった。1950年代後半から1970年代まで、フィードラー時代の録音は多くが今日でも入手可能である。内容は、シンフォニーオーケストラ用にアレンジされたポピュラー音楽、ジョージ・ガーシュイン、ファーディ・グローフェなどのアメリカ音楽、ウィンナワルツやオペラ序曲などのクラシック小品、組曲など多彩である。またフィードラーは、作曲家ルロイ・アンダーソンを見出したことでも有名であり、その縁もあってアンダーソンの初期の作品は多くがボストン・ポップス・オーケストラによって初演された。アンダーソン自身が指揮したこともあり、今日でもアンダーソン作品の演奏でボストン・ポップス・オーケストラの右に出るオーケストラはない。
フィードラーの後、1980年から1993年までは映画音楽の分野で名高い作曲家ジョン・ウィリアムズが常任指揮者を務めた。ウィリアムズの時代のボストン・ポップス・オーケストラは、フィードラー時代に得意としていた軽音楽やオリジナルの現代作品に加え、ジャズやムード音楽も取り入れるなどレパートリーの幅を広げた。特にジョン・ウィリアムズの自作、および彼を含む一流の編曲者が手がけた映画・ミュージカルなどの編曲作品を収めたCDは高い人気を誇る。
ジョン・ウィリアムズが退いてからは2年ほど常任指揮者不在の期間があったが、1995年以後はキース・ロックハートが常任指揮者を務めている。以前はRCAビクターからCDをリリースしていたが、近年はオリジナルレーベルを立ち上げたためか、日本では新作の流通が少なく、華々しい活躍を続けている割には日本での知名度は低い。今日入手できるCDの多くは、フィードラーおよびジョン・ウィリアムズが指揮を務めたもの、または1950年代から1990年代前半にかけての客演指揮者を招いての録音である。

## 歴代指揮者・音楽監督
- アドルフ・ノイエンドルフ（1885年・1887年 - 1889年）
- John C. Mullaly （1886年）
- Wilhelm Rietzel （1887年）
- Franz Kneisel （1888年）
- Eugen Gurenberg （1891年）
- Timothee Adamowski （1891年 - 1894年・1903年 - 1907年）
- Antonio de Novellis （1895年）
- Max Zach （1896年 - 1902年・1906年 - 1907年）
- Leo Schulz （1897年）
- Arthur Kautzenbach （1908年 - 1909年）
- André Maquarre （1909年 - 1917年）
- Otto Urach （1913年 - 1916年）
- Clement Lenom （1913年 - 1916年）
- Ernst Schmidt （1915年 - 1916年）
- Josef Pasternack （1916年）
- Agide Jacchia （1917年 - 1926年）
- アルフレード・カゼッラ（1927年 - 1929年）
- アーサー・フィードラー（1930年 - 1979年）
  - ハリー・ディクソン（第1バイオリン奏者・1955年 - 1999年[1]）
- ジョン・ウィリアムズ（1980年 - 1993年・1995年から桂冠指揮者）
- キース・ロックハート（1995年 - ）
  - Bruce Hangen （客演指揮者 2002年 - 2006年）

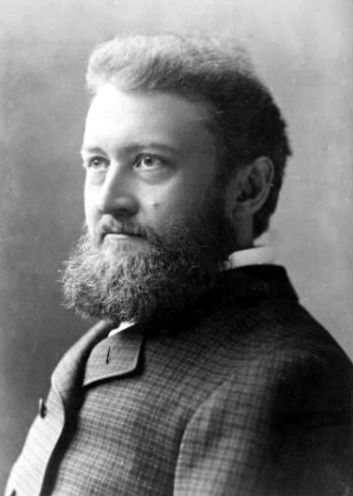
初代指揮者アドルフ・ノイエンドルフ
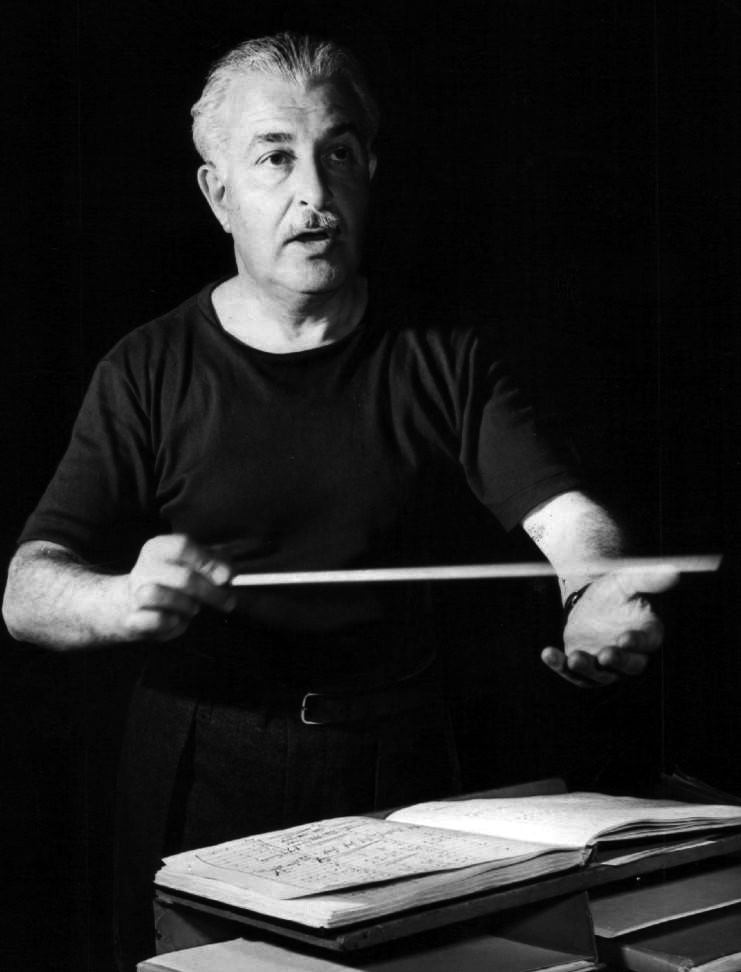
アーサー・フィードラー
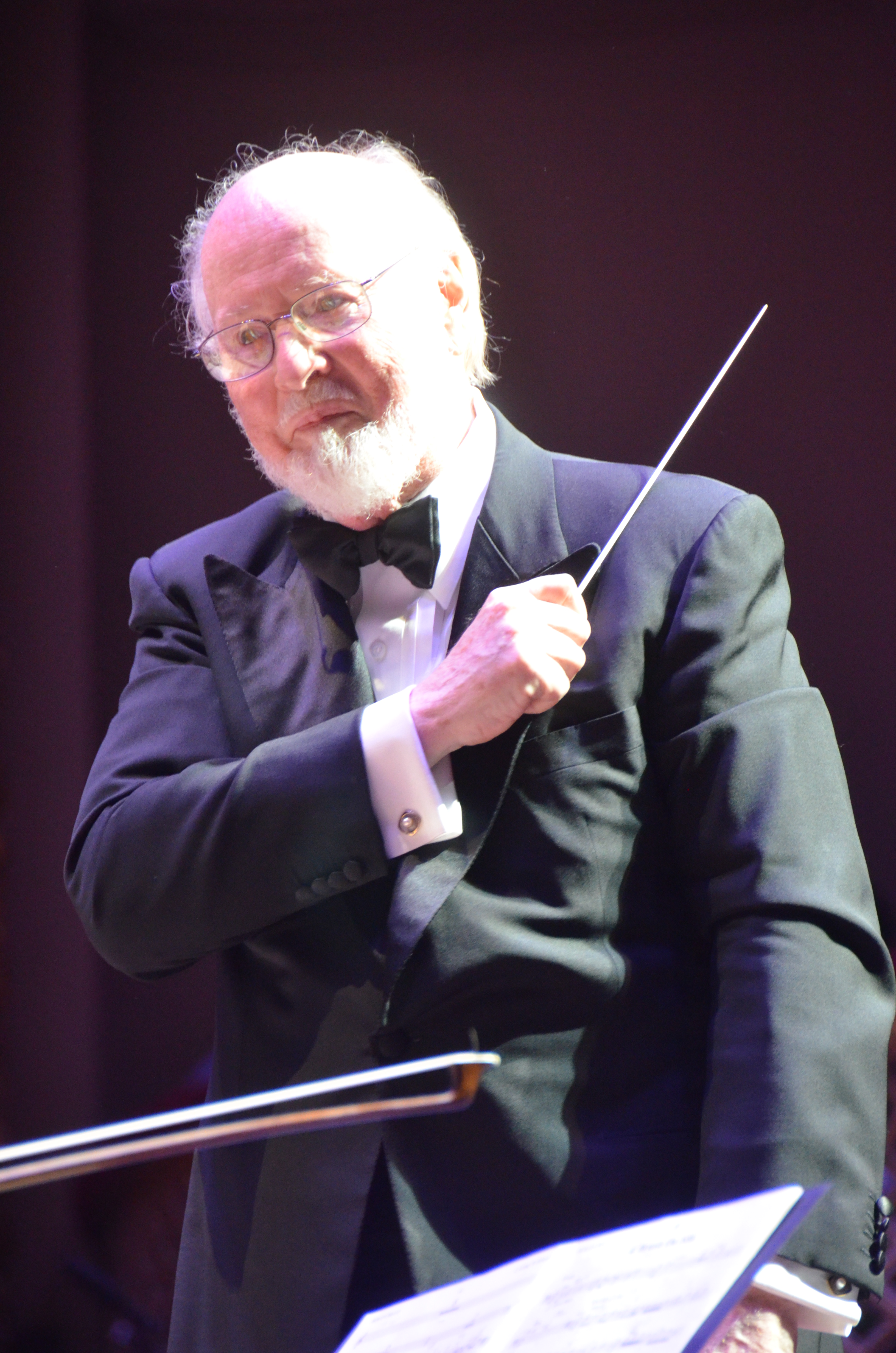
ジョン・ウィリアムズ
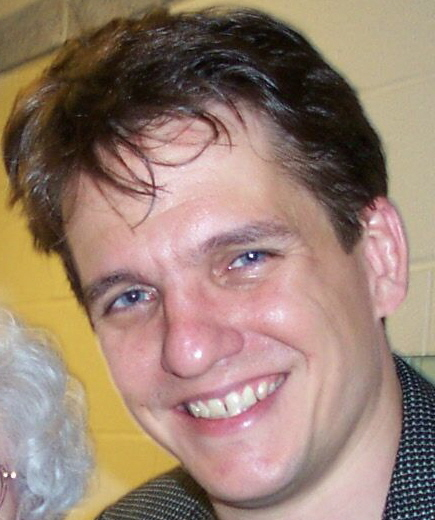
キース・ロックハート

## エピソード等
- TBS系列のテレビ番組『さんま・玉緒のお年玉あんたの夢をかなえたろかスペシャル』の企画のひとつで、自衛隊の音楽隊メンバーの一人である男性が「ボストン・ポップスの一員になりたい」という夢を叶えさせて、オーケストラの一員としてトランペットを演奏した。曲はルロイ・アンダーソンの『そりすべり』で、演奏前に指揮者のキース・ロックハートより紹介を受け演奏、曲の最後の馬の嘶きも見事こなし、ボストン・シンフォニー・ホールで喝采を浴びた。
- 1974年、テレビ番組の企画としてP.D.Q.バッハの『ピアノ対管弦楽のための協奏曲』が、真の作者であるピーター・シックリーのピアノ独奏により演奏された。この曲は、ソリストとオーケストラが文字通り「対立」し、演奏を進めるためにゼネラルマネージャーが付くという視覚的要素の強い作品であり、楽譜[2]が出版されているものの、この時の演奏以外に公式な録音、演奏の例はない。